# Vincent Simon
Vincent Simon (ur. 28 września 1983) – tahitański piłkarz grający na pozycji prawego obrońcy. Od 2011 roku jest zawodnikiem klubu AS Dragon.

## Kariera klubowa
Karierę piłkarską Simon rozpoczął w klubie AS Fei Pi. W 2003 roku zadebiutował w nim w pierwszej lidze Tahiti. W 2011 roku przeszedł do AS Dragon, z którym w sezonie 2011/2012 wywalczył tytuł mistrza Tahiti.

## Kariera reprezentacyjna
W reprezentacji Tahiti Simon zadebiutował w 2004 roku. W 2012 roku wystąpił z Tahiti w Pucharze Narodów Oceanii 2012. Tahiti ten turniej wygrało po raz pierwszy w historii.